# Janvier 1922

## Événements
- 6 - 13 janvier : conférence de Cannes (France). Réduction de la dette allemande en contrepartie d’une garantie anglaise du traité de Versailles. Elle heurte l’opinion comme les parlementaires et le président de la République.

- 12 janvier, France : démission du Président du Conseil Aristide Briand.

- 15 janvier :
  - France : Raymond Poincaré, partisan d’une politique intransigeante vis-à-vis de l’Allemagne est nommé Président du Conseil (2).
  - ¨Fondation du parti communiste japonais, interdit l’année suivante.

- 17 janvier : gouvernement libéral de Ion I. C. Brătianu en Roumanie (1922-1928). Politique centralisatrice.

## Naissances
- 1er janvier : André Bergeron, dirigeant syndicaliste français († 20 septembre 2014).
- 2 janvier :
  - Maurice Faure, homme politique français († 6 mars 2014).
  - Konstanty Jeleński, écrivain, traducteur et essayiste polonais († 4 mai 1987).
  - María Fux, danseuse et écrivain argentine († 31 juillet 2023).
- 6 janvier : Odile de Vasselot, résistante française († 21 avril 2025).
- 7 janvier :
  - Prince Fatafehi Tuʻipelehake, premier ministre des Tonga de 1965 à 1991 († 10 avril 1999).
  - Jean-Pierre Rampal, flûtiste français († 20 mai 2000).
- 9 janvier : 
  - Ahmed Sékou Touré, président de la République de Guinée († 26 mars 1984).
  - Robert Clarke, journaliste scientifique, producteur et animateur de télévision, et écrivain français († 13 octobre 2019).
- 10 janvier : Ester Mägi, compositrice estonienne († 14 mai 2021).
- 11 janvier : Jean-Pierre Moulin, écrivain helvétique († 8 décembre 2023).
- 13 janvier : Bud Anderson, aviateur militaire américain († 17 mai 2024).
- 17 janvier : Luis Echeverría Álvarez, président du Mexique de 1970 à 1976 († 9 juillet 2022).
- 21 janvier : 
  - Lincoln Alexander, lieutenant-gouverneur de l'ontario († 19 octobre 2012).
  - Telly Savalas, acteur américain († 22 janvier 1994).
- 24 janvier : Blaga Aleksova, archéologue macédonienne († 12 juillet 2007).
- 28 janvier : Ungku Abdul Aziz, économiste malaisien († 15 décembre 2020).
- 30 janvier : Michel Peyramaure, écrivain français  († 11 mars 2023).
- 31 janvier : Qin Yi, actrice chinoise († 9 mai 2022).

## Décès
- 16 janvier : Henri Brocard, mathématicien français (° 12 mai 1845).
- 22 janvier : Benoît XV, pape, né Giacomo della Chiesa (° 21 novembre 1854).
- 23 janvier :
  - Émile De Beukelaer, coureur cycliste belge (° 25 juillet 1865).
  - Arthur Nikisch, chef d'orchestre, violoniste et pédagogue hongrois.